# Alexander Vargas
Alexander Vargas Gutiérrez (Caracas, 11 ottobre 1969) è un ex cestista e politico venezuelano.

## Carriera
Con il Venezuela ha disputato i Campionati americani del 1999.
Nel 2013 è stato nominato viceministro per la promozione sportiva.